# Diaea pougneti
Diaea pougneti är en spindelart som beskrevs av Simon 1885. Diaea pougneti ingår i släktet Diaea och familjen krabbspindlar. Inga underarter finns listade i Catalogue of Life.